# Salvador (Philippines)
Pour les articles homonymes, voir Salvador (homonymie).
Salvador est une localité de la province de Lanao du Nord, aux Philippines. En 2015, elle compte 31 845 habitants.